# 甲氧基苯乙胺衍生物
甲氧基苯乙胺衍生物（英語： 或 、，缩写MPEAs、MAs）是苯乙胺衍生物中的一大类，其中苯环上至少有一个氢被甲氧基取代，有：

## 不带额外环
- 基于苯乙胺衍生物
  - 甲氧基苯乙胺
  - 二甲氧基苯乙胺
    - 2,5-二甲氧基苯乙胺衍生物，2C-x等
    - 3,5-二甲氧基苯乙胺衍生物，Scaline等
    - 2,6-二甲氧基苯乙胺衍生物，Ψ-PEA等

  - 三甲氧基苯乙胺
    - 2,4,5-三甲氧基苯乙胺衍生物，2C-O等
    - 3,4,5-三甲氧基苯乙胺衍生物

  - 四甲氧基苯乙胺
    - 2,3,4,5-四甲氧基苯乙胺衍生物

  - 五甲氧基苯乙胺
- 基于安非他命衍生物
  - 甲氧基安非他命
  - 二甲氧基安非他命
    - 2,5-二甲氧基安非他命衍生物，DOx

  - 三甲氧基安非他命
    - 3,4,5-三甲氧基安非他命衍生物，3C-x

## 苯环一侧带有额外环
- 一些亚甲二氧基苯乙胺衍生物（MDxx），如甲氧基亚甲二氧基苯乙胺

## N-一侧成环
- 25-NB化合物，N-芳甲基-2,5-二甲氧基苯乙胺衍生物